# 機械乳化
機械乳化（きかいにゅうか）とは、液体同士の混合物がかき混ぜられることで乳化する現象のことである。
最も簡単な例は、サラダ用ドレッシングを混ぜる時に、容器を人が手で振る行為である。これにより、一時的に、ドレッシングを構成する油と水が、極めて不安定ではあるが、エマルションの形になる。
これは、容器を振ることによって発生した乱流によってエマルションになっている。同様に、何かしら機械的な方法で乱流を発生させた結果エマルションが得られることを、機械乳化と呼ぶ。
積極的にこれを行う装置として代表的なものは、ホモジナイザー、ボルテックスミキサーなどである。